# 两浙公所
两浙公所，位于中华人民共和国浙江省杭州市富阳区富春街道，是浙江省省级文物保护单位之一。
2017年1月19日，两浙公所被列入第七批浙江省文物保护单位，该文物保护单位是一座古建筑。